# Vagn Hedeager
Vagn Hedeager Jensen (Bække, 21 agosto 1939 – Bække, 22 settembre 2017) è stato un calciatore danese, di ruolo attaccante.

## Carriera

### Calciatore

#### Club
Hedeager inizia la carriera nel Vejle, società militante nella massima serie danese, con cui ottiene due quinti posti nelle stagioni 1962 e 1964.
Nella stagione 1965 vince il campionato in forza all'Esbjerg, ottenendo l'accesso alla Coppa dei Campioni 1966-1967. Nella coppa europea giocò entrambi gli incontri del primo turno contro i cecoslovacchi del Dukla Praga.
Nel 1968 si trasferisce in America, ingaggiato dagli statunitensi del Washington Whips, per disputare la prima edizione della North American Soccer League. A stagione in corso, passa ai Detroit Cougars, con cui  chiuse la stagione al quarto ed ultimo posto della Lakes Division.
Terminata l'esperienza americana nel 1971 torna in forza all'Esbjerg, nella serie cadetta danese.

#### Nazionale
Hedeager ha giocato un incontro con la nazionale danese nel 1967, ovvero la vittoria per 3-0 contro la Finlandia nella Nordisk Mesterskap 1964-1967.

## Statistiche

### Cronologia presenze e reti in nazionale
| Cronologia completa delle presenze e delle reti in nazionale ― Danimarca | Cronologia completa delle presenze e delle reti in nazionale ― Danimarca | Cronologia completa delle presenze e delle reti in nazionale ― Danimarca | Cronologia completa delle presenze e delle reti in nazionale ― Danimarca | Cronologia completa delle presenze e delle reti in nazionale ― Danimarca | Cronologia completa delle presenze e delle reti in nazionale ― Danimarca | Cronologia completa delle presenze e delle reti in nazionale ― Danimarca | Cronologia completa delle presenze e delle reti in nazionale ― Danimarca |
| Data                                                                     | Città                                                                    | In casa                                                                  | Risultato                                                                | Ospiti                                                                   | Competizione                                                             | Reti                                                                     | Note                                                                     |
| ------------------------------------------------------------------------ | ------------------------------------------------------------------------ | ------------------------------------------------------------------------ | ------------------------------------------------------------------------ | ------------------------------------------------------------------------ | ------------------------------------------------------------------------ | ------------------------------------------------------------------------ | ------------------------------------------------------------------------ |
| 22-10-1967                                                               | Copenaghen                                                               | Danimarca                                                                | 3 – 0                                                                    | Finlandia                                                                | Campionato nordico di calcio 1964-1967                                   | -                                                                        |                                                                          |
| Totale                                                                   |                                                                          | Presenze                                                                 | 1                                                                        |                                                                          | Reti                                                                     | 0                                                                        |                                                                          |

## Palmarès
- Campionato danese: 1

Esbjerg: 1965